# Urgleptes celtis
Urgleptes celtis es una especie de escarabajo longicornio del género Urgleptes, tribu Acanthocinini, subfamilia Lamiinae. Fue descrita científicamente por Schaeffer en 1905.

## Descripción
Mide 3,2-6 milímetros de longitud.

## Distribución
Se distribuye por México y Estados Unidos.